# Oudjana
Oudjana là một đô thị thuộc tỉnh Jijel, Algérie. Dân số thời điểm năm 2002 là 8.612 người.